# Automobiles Ivry
Automobiles Ivry war ein französischer Hersteller von Automobilen.

## Unternehmensgeschichte
Das Unternehmen aus Ivry-sur-Seine begann 1906 mit der Produktion von Automobilen. Der Markenname lautete Ivry. 1913 oder 1914 endete die Produktion. Automobiles Charron oder Automobiles Grégoire übernahm das Unternehmen.

## Fahrzeuge
Zunächst stellte das Unternehmen Dreiräder her. Darauf folgten kleine vierrädrige Fahrzeuge. Für den Antrieb sorgte ein Einzylindermotor mit 6 PS Leistung, der seine Kraft über eine Kette an die Hinterachse übertrug. Die offene Karosserie bot Platz für zwei Personen. Ab 1911 standen Modelle mit Vierzylindermotoren und wahlweise 12 PS oder 16 PS im Sortiment.